# أندريه برنارد
أندريه برنارد (بالفرنسية: André Bernard)‏ هو رياضي خماسي فرنسي، ولد في 17 ديسمبر 1935 في ليل في فرنسا.

## وصلات خارجية
- أندريه برنارد على موقع اللجنة الأولمبية الدولية (الإنجليزية)
- أندريه برنارد على موقع أوليمبيديا (الإنجليزية)